# Wolfgang Kühne (Schauspieler, 1905)
Wolfgang Kühne (* 30. Januar 1905 in Berlin; † 17. März 1969 ebenda) war ein deutscher Synchronsprecher und Schauspieler, der auf der Theaterbühne, im Kinofilm und im Fernsehen zu sehen war.

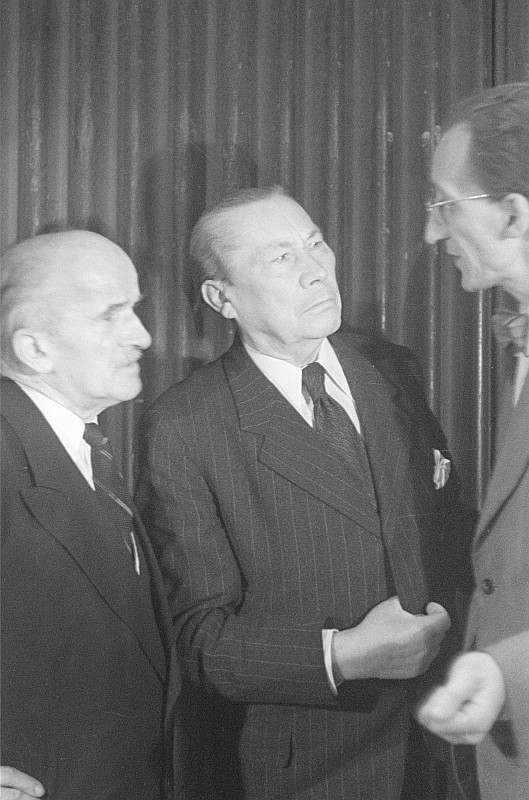
Wolfgang Kühne (rechts) 1945 mit Ernst Legal (links) und Paul Wegener

## Leben
Wolfgang Kühne kam 1905 als Sohn des Schauspielerehepaares Emil Kühne und Elsa Kardaetz in Berlin zur Welt. Er studierte von 1924 bis 1926 an der Berliner Universität und gab sein Debüt an der Berliner Volksbühne. Ab 1927 arbeitete Wolfgang Kühne auch an kleineren Bühnen als Regisseur und Dramaturg. Gustaf Gründgens verpflichtete ihn 1939 an das Preußische Staatstheater Berlin.
Als sein Freund Lothar Erdmann am 19. September 1939 nach Misshandlungen im Konzentrationslager Sachsenhausen starb, hielt Wolfgang Kühne in Anwesenheit von nationalsozialistischen Spitzeln eine der Trauerreden. Von Januar bis April 1940 wurde er wegen des Besitzes eines illegalen Flugblattes in Berlin-Moabit inhaftiert.
Nach der Unterbrechung seiner Schauspielerkarriere durch den Zweiten Weltkrieg gehörte Wolfgang Kühne zu den Pionieren, die den Spielbetrieb am Deutschen Theater wiederherstellten, wo er bis 1951 tätig war. Anschließend wechselte er an die Staatliche Schauspielbühne im Westteil der Stadt Berlin und war in einer Reihe von DEFA-Rollen zu sehen.
Wolfgang Kühne hat zahlreiche literarische Leseabende abgehalten und eigene Rundfunksendungen gehabt. Er hatte ein freundschaftliches Verhältnis zum Theologen Johannes Pinsk, der ihn in die katholische Kirche aufgenommen hatte, und wurde oft zu Lesungen in dessen Gemeinde Mater Dolorosa in Lankwitz eingeladen.
Wolfgang Kühne war mit der Pianistin Henriette Kühne, geborene Braun, verheiratet. Nach seinem Tod erschien im Jahr 1971 im Habbel-Verlag das Buch Unverlorene Zeit – Briefe in der Haft mit Briefen, die er während des Zweiten Weltkriegs an seine Ehefrau schrieb. Er ist auf dem St.-Matthias-Friedhof in Berlin-Tempelhof begraben.

## Filmografie (Auswahl)
- 1944: Der Mann, dem man den Namen stahl
- 1947: Wozzeck
- 1948: Die seltsamen Abenteuer des Herrn Fridolin B.
- 1949: Das Mädchen Christine
- 1949: Rotation
- 1949: Die blauen Schwerter
- 1949: Mädchen hinter Gittern
- 1950: Semmelweis – Retter der Mütter
- 1950: Die Treppe
- 1951: Der Untertan
- 1952: Karriere in Paris
- 1956: Stresemann
- 1957: Manuela
- 1958: Mylord weiß sich zu helfen
- 1958: Stefanie
- 1960: Herrin der Welt
- 1963: Die Unzufriedenen
- 1966/1968: Wilhelmina

## Theater

### Regie
- 1949: Lion Feuchtwanger: Wahn in Boston (Deutsches Theater Berlin – Kammerspiele)

### Schauspieler
- 1948: Stefan Brodwin: Der Feigling (Psychiater) – Regie: Ernst Legal (Deutsches Theater Berlin – Kammerspiele)
- 1948: William Shakespeare: Maß für Maß (Scharfrichter) – Regie: Wolfgang Langhoff (Deutsches Theater Berlin – Kammerspiele)
- 1949: Bertolt Brecht: Mutter Courage und ihre Kinder – Regie: Erich Engel (Berliner Ensemble im Deutschen Theater Berlin)
- 1950: Carl Sternheim: 1913 – Regie: Günther Haenel (Deutsches Theater Berlin – Kammerspiele)
- 1951: William Shakespeare: Was ihr wollt (Malvolio) – Regie: Wolfgang Heinz (Deutsches Theater Berlin – Kammerspiele)

## Hörspiele
- 1948: Hermann Turowski: Singe, Säge, singe – Regie: Hanns Farenburg (Berliner Rundfunk)